# Euxoa stephensii
Euxoa stephensii là một loài bướm đêm trong họ Noctuidae.